# Dino Beganovic
Dino Beganovic (Linköping, 19 gennaio 2004) è un pilota automobilistico svedese. Dal 2020 fa parte della Ferrari Driver Academy. Ha vinto il campionato FIA di Formula 3 europea regionale nel 2022.

## Carriera

### Formula 4
Dopo diversi anni in Kart, dove ha conquistato due campionati nazionali svedesi e uno italiano,) e il secondo posto nella WSK Euro Series nel 2020 Beganovic debutta in monoposto correndo nella Formula 4 italiana con il team Prema Powerteam. Il pilota svedese conquista sei podi tra cui una vittoria in gara due di Imola. Chiude la sua prima stagione al terzo posto in classifica piloti, dietro agli italiani Gabriele Minì e Francesco Pizzi. Nello stesso anno partecipa anche a due round della Formula 4 ADAC sempre con la Prema.

### Formula regionale

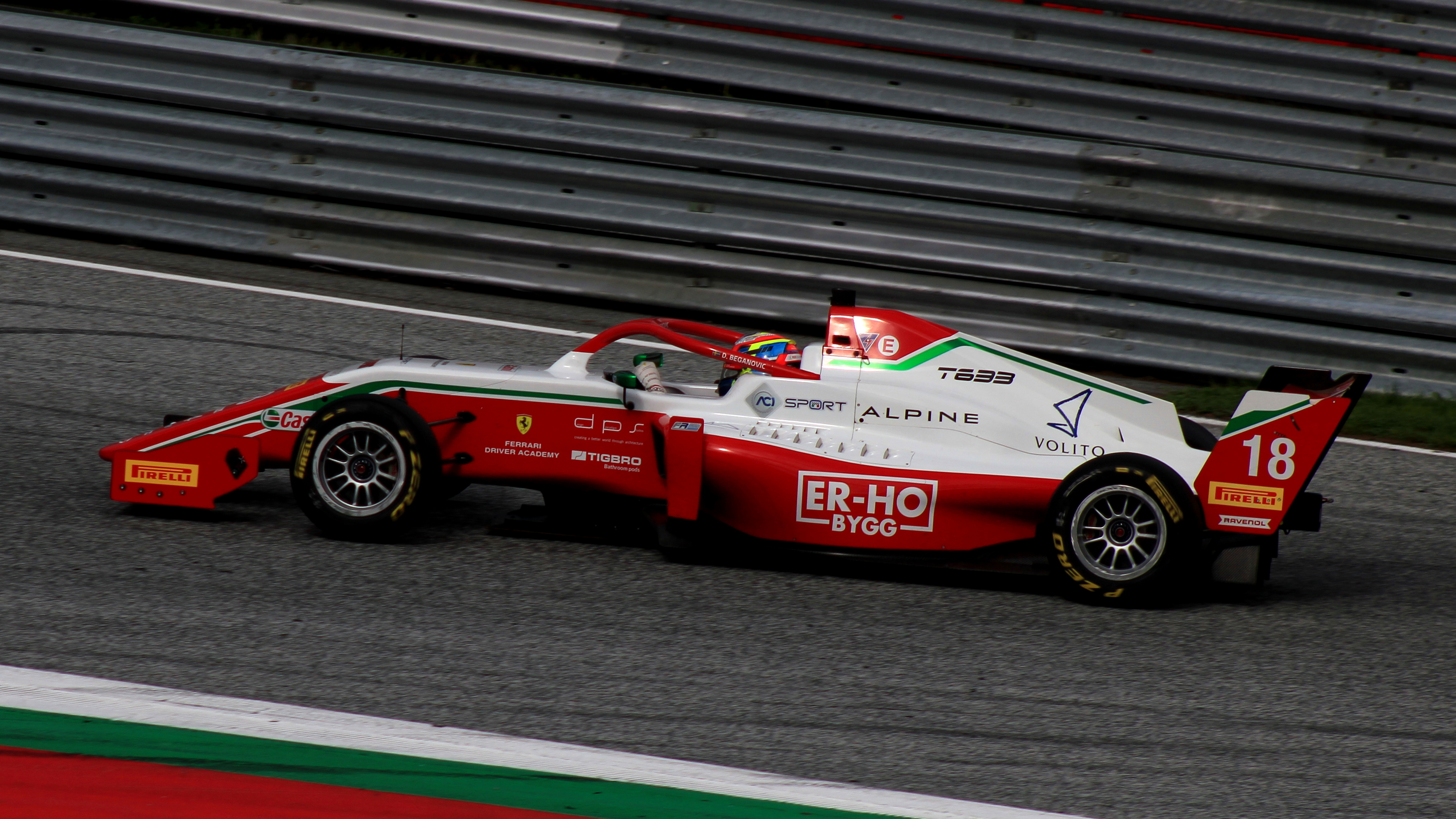
Beganovic sulla Tatuus T318 del team Prema nel 2022

Nel 2021 passa alle Formule regionali. Nell'inverno con il team Abu Dhabi Racing by Prema partecipa alle prime sei gare della Formula 3 asiatica. Durante il campionato conquista quattro podi, due a Yas Marina e due ad Dubai per poi chiudere settimo in classifica.
In aprile partecipa alla Formula 3 regionale europea sempre con la Prema. Al sesto round stagionale in Belgio sfiora il podio arrivando quarto, al Mugello nella terzultima gara stagionale riesce ad arrivare secondo dietro a Paul Aron. Nell'ultima gara stagionale a Monza conquista la sua prima pole position nella categoria.
Nel 2022 viene confermato dal team Prema per la sua seconda stagione nella Formula regionale europea. Nelle prime sei gare della stagione conquista tre vittorie e tre secondi posti portandosi in testa alla classifica. Dopo sei gare senza vittorie torna a vincere nella prima gara di Spa-Francorchamps, questa è l'ultima vittoria del pilota svedese durante la stagione. Grazie al quarto posto in gara 1 del Mugello, penultima gara della stagione, Beganovic si laurea campione con quaranta punti su Gabriele Minì, secondo in classifica.
Tra nel gennaio del 2023 prende parte ai primi due round della Formula Regional Middle East con il team Mumbai Falcons.

### Formula 3

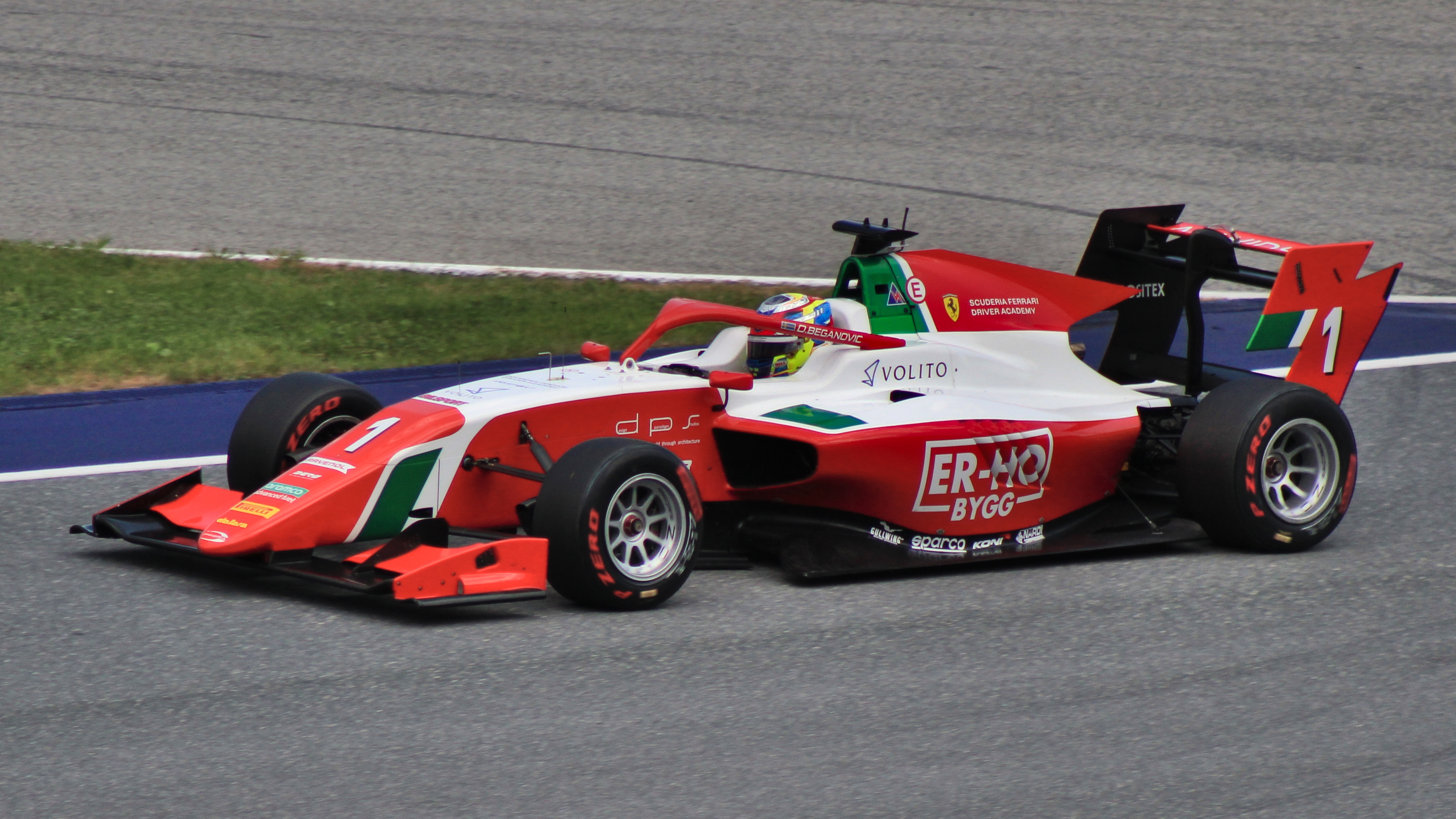
Beganovic alla guida della Dallara F3 nel 2024

Dopo aver partecipato ai test post stagionali della Formula 3, Beganovic viene confermato dalla Prema per la stagione 2023 della Formula 3. Il pilota svedese, grazie anche ad una penalità di Gabriele Minì riesce a salire sul podio nella seconda gara del Bahrain dietro le due Trident di Gabriel Bortoleto e Oliver Goethe. In seguito ottiene due podi, il primo a Monaco dietro a Gabriele Minì e il secondo a Barcellona arrivando terzo. Il pilota svedese ottiene ancora il secondo posto nella seconda corsa dell'Hungaroring dietro il compagno di squadra Zak O'Sullivan. Beganovic chiude la stagione al sesto posto portando a casa 96 punti che aiutano il team Prema a vincere il titolo a squadre.
Il pilota svedese viene confermato dal team anche per la stagione seguente, inoltre corre anche nel Gran Premio di Macao. Nella prima qualifica della stagione di Formula 3, Beganovic ottiene la pole davanti a Luke Browning, ma in gara finisce fuori dai punti. A Melbourne ottiene la sua prima vittoria, il pilota svedese batte i due italiani, Leonardo Fornaroli e Gabriele Minì nella gara lunga di domenica. Dopo una serie di risultati a punti torna a podio nella seconda gara di Spielberg arrivando terzo dietro Luke Browning e Gabriele Minì. Grazie la griglia invertita parte primo in gara uno del Hungaroring ma a fine gara viene superato dalle due AIX Racing e chiude terzo. La sua seconda vittoria stagionale arriva nella gara corta di Spa. Chiude la stagione al sesto posto in classifica, dietro ad entrambi i suoi due compagni di team. Nel novembre dello stesso anno prende parte al Gran Premio di Macao con il team SJM Theodore Prema.

### Formula 2
Dopo la stagione 2024, il pilota svedese viene scelto dal team DAMS per sostituire Juan Manuel Correa per gli ultimi due round della stagione. A dicembre viene confermata la sua presenza nella categoria, correrà con l'Hitech Pulse-Eight al fianco di Luke Browning.

### Formula 1
Nel gennaio del 2020 Beganovic insieme a Arthur Leclerc entra nella Ferrari Driver Academy. Cinque anni dopo, nel gennaio del 2025, sul circuito di Barcellona guida per la prima volta una fettura di Formula 1, la Ferrari SF-23. Pochi mesi dopo prenderà parte al primo turno delle prove libere del Gran Premio del Bahrein con la SF-25 di Charles Leclerc, nella stessa stagione prende parte alle prove libere del Gran Premio d'Austria, sempre al posto del monegasco.

## Risultati

### Riassunto della carriera
| Stagione | Categoria                    | Team                      | Gare | Vittorie | Pole | GPV | Podi | Punti | Pos. |
| -------- | ---------------------------- | ------------------------- | ---- | -------- | ---- | --- | ---- | ----- | ---- |
| 2020     | Formula 4 italiana           | Prema Powerteam           | 20   | 1        | 2    | 4   | 6    | 179   | 3º   |
| 2020     | Formula 4 ADAC               | Prema Powerteam           | 6    | 0        | 0    | 0   | 0    | 12    | 16º  |
| 2021     | Formula 3 Regional europea   | Prema Powerteam           | 20   | 0        | 2    | 2   | 1    | 53    | 13º  |
| 2021     | Formula 3 asiatica           | Abu Dhabi Racing by Prema | 9    | 0        | 0    | 0   | 4    | 88    | 7º   |
| 2022     | Formula Regional Asia        | Mumbai Falcons            | 15   | 1        | 0    | 2   | 5    | 130   | 5º   |
| 2022     | Formula 3 Regional europea   | Prema Powerteam           | 20   | 4        | 4    | 2   | 7    | 282   | 1º   |
| 2023     | Formula Regional Middle East | Mumbai Falcons            | 6    | 2        | 0    | 1   | 2    | 62    | 11º  |
| 2023     | Formula 3                    | Prema Powerteam           | 18   | 0        | 0    | 1   | 4    | 96    | 6º   |
| 2024     | Formula 3                    | Prema Powerteam           | 20   | 2        | 1    | 3   | 4    | 109   | 6º   |
| 2024     | Formula 2                    | DAMS                      | 4    | 0        | 0    | 0   | 1    | 22    | 20°  |

* Stagione in corso.

### Risultati in Formula 4 italiana
(legenda) (Le gare in grassetto indicano la pole position) (Le gare in corsivo indicano Gpv)
| Stagione | Team            | 1   | 2   | 3   | 4   | 5   | 6   | 7   | 8   | 9   | 10  | 11  | 12  | 13  | 14  | 15  | 16  | 17  | 18  | 19  | 20  | 21  | Punti | Pos. |
| -------- | --------------- | --- | --- | --- | --- | --- | --- | --- | --- | --- | --- | --- | --- | --- | --- | --- | --- | --- | --- | --- | --- | --- | ----- | ---- |
| 2020     | Prema Powerteam | MIS | MIS | MIS | IMO | IMO | IMO | RBR | RBR | RBR | MUG | MUG | MUG | MNZ | MNZ | MNZ | IMO | IMO | IMO | VLL | VLL | VLL | 179   | 3º   |
| 2020     | Prema Powerteam | 5   | 19  | 3   | 4   | 4   | 12  | 11  | 5   | 8   | 6   | 3   | 2   | 17  | 15  | 7   | 2   | 1   | 3   | 5   | C   | 10  | 179   | 3º   |

### Risultati in Formula Regional Asia / Middle East
(legenda) (Le gare in grassetto indicano la pole position) (Le gare in corsivo indicano Gpv)
| Stagione | Squadra                   | 1   | 2   | 3   | 4   | 5   | 6   | 7   | 8   | 9   | 10  | 11  | 12  | 13  | 14  | 15  | Punti | Pos. |
| -------- | ------------------------- | --- | --- | --- | --- | --- | --- | --- | --- | --- | --- | --- | --- | --- | --- | --- | ----- | ---- |
| 2021     | Abu Dhabi Racing by Prema | DUB | DUB | DUB | ABU | ABU | ABU | ABU | ABU | ABU | DUB | DUB | DUB | ABU | ABU | ABU | 88    | 7º   |
| 2021     | Abu Dhabi Racing by Prema | 5   | 2   | 2   | 21  | 3   | 11  | 4   | 2   | Rit |     |     |     |     |     |     | 88    | 7º   |
| 2022     | Mumbai Falcons            | ABU | ABU | ABU | DUB | DUB | DUB | DUB | DUB | DUB | DUB | DUB | DUB | ABU | ABU | ABU | 130   | 5º   |
| 2022     | Mumbai Falcons            | 5   | Rit | 11  | 5   | 2   | 5   | 3   | 1   | 15  | Rit | 14  | 27† | 2   | 2   | 7   | 130   | 5º   |
| 2023     | Mumbai Falcons            | DUB | DUB | DUB | KMT | KMT | KMT | KMT | KMT | KMT | DUB | DUB | DUB | ABU | ABU | ABU | 62    | 11º  |
| 2023     | Mumbai Falcons            | 1   | Rit | 9   | 1   | 15  | 5   |     |     |     |     |     |     |     |     |     | 62    | 11º  |

### Risultati in Formula 3 regionale europea
(legenda) (Le gare in grassetto indicano la pole position) (Le gare in corsivo indicano Gpv)
| Stagione | Team            | 1   | 2   | 3   | 4   | 5   | 6   | 7   | 8   | 9   | 10  | 11  | 12  | 13  | 14  | 15  | 16  | 17  | 18  | 19  | 20  | Punti | Pos. |
| -------- | --------------- | --- | --- | --- | --- | --- | --- | --- | --- | --- | --- | --- | --- | --- | --- | --- | --- | --- | --- | --- | --- | ----- | ---- |
| 2021     | Prema Powerteam | IMO | IMO | CAT | CAT | MON | MON | LEC | LEC | ZAN | ZAN | SPA | SPA | RBR | RBR | VAL | VAL | MUG | MUG | MNZ | MNZ | 53    | 13º  |
| 2021     | Prema Powerteam | 8   | 19  | 15  | 10  | 17  | Rit | 10  | 11  | 8   | 17  | 4   | 14  | 14  | 11  | 10  | Rit | Rit | 2   | 5   | Rit | 53    | 13º  |
| 2022     | Prema Powerteam | MNZ | MNZ | IMO | IMO | MON | MON | LEC | LEC | ZAN | ZAN | HUN | HUN | SPA | SPA | RBR | RBR | CAT | CAT | MUG | MUG | 282   | 1º   |
| 2022     | Prema Powerteam | 1   | 2   | 1   | 2   | 2   | 1   | 2   | DSQ | 4   | 3   | 7   | 16  | 1   | 3   | 4   | 2   | 11  | 10  | 4   | 3   | 282   | 1º   |

### Risultati in Formula 3
(legenda) (Le gare in grassetto indicano la pole position) (Le gare in corsivo indicano Gpv)
| Stagione | Team         | 1   | 2   | 3   | 4   | 5   | 6   | 7   | 8   | 9   | 10  | 11  | 12  | 13  | 14  | 15  | 16  | 17  | 18  | 19  | 20  | Punti | Pos. |
| -------- | ------------ | --- | --- | --- | --- | --- | --- | --- | --- | --- | --- | --- | --- | --- | --- | --- | --- | --- | --- | --- | --- | ----- | ---- |
| 2023     | Prema Racing | BHR | BHR | MEL | MEL | MON | MON | CAT | CAT | RBR | RBR | SIL | SIL | HUN | HUN | SPA | SPA | MNZ | MNZ |     |     | 96    | 6º   |
| 2023     | Prema Racing | 4   | 3   | 5   | 13  | 12  | 2   | Rit | 3   | 8   | 5   | 13  | 14  | 10  | 2   | 22  | 20  | 20  | 8   |     |     | 96    | 6º   |
| 2024     | Prema Racing | BHR | BHR | MEL | MEL | IMO | IMO | MON | MON | CAT | CAT | RBR | RBR | SIL | SIL | HUN | HUN | SPA | SPA | MNZ | MNZ | 109   | 6º   |
| 2024     | Prema Racing | 29  | 13  | 13  | 1   | 4   | 5   | 7   | 6   | 8   | 8   | 15  | 3   | 12  | 19  | 3   | 9   | 1   | 11  | 4   | 9   | 109   | 6º   |

### Risultati Gran Premio di Macao
| Anno | Team                      | Auto         | Qualifica | Gara |
| ---- | ------------------------- | ------------ | --------- | ---- |
| 2023 | SJM Theodore Prema Racing | Dallara F319 | 4°        | Rit  |

### Risultati in Formula 2
(legenda) (Le gare in grassetto indicano la pole position) (Le gare in corsivo indicano Gpv)
| Stagione | Team       | 1   | 2   | 3   | 4   | 5   | 6   | 7   | 8   | 9   | 10  | 11  | 12  | 13  | 14  | 15  | 16  | 17  | 18  | 19  | 20  | 21  | 22  | 23  | 24  | 25  | 26  | 27  | 28  | Punti | Pos. |
| -------- | ---------- | --- | --- | --- | --- | --- | --- | --- | --- | --- | --- | --- | --- | --- | --- | --- | --- | --- | --- | --- | --- | --- | --- | --- | --- | --- | --- | --- | --- | ----- | ---- |
| 2024     | DAMS       | BHR | BHR | JED | JED | ALB | ALB | IMO | IMO | MON | MON | CAT | CAT | RBR | RBR | SIL | SIL | HUN | HUN | SPA | SPA | MNZ | MNZ | BAK | BAK | LUS | LUS | YMC | YMC | 22    | 20°  |
| 2024     | DAMS       |     |     |     |     |     |     |     |     |     |     |     |     |     |     |     |     |     |     |     |     |     |     |     |     | 10  | 5   | 3   | 7   | 22    | 20°  |
| 2025     | Hitech TGR | ALB | ALB | BHR | BHR | JED | JED | IMO | IMO | MON | MON | CAT | CAT | RBR | RBR | SIL | SIL | SPA | SPA | HUN | HUN | MNZ | MNZ | BAK | BAK | LUS | LUS | YMC | YMC | 29*   |      |
| 2025     | Hitech TGR | 14  | C   | 3   | 7   | 15  | 13  | 12  | 3   | 15  | Rit | 15  | 15  |     |     |     |     |     |     |     |     |     |     |     |     |     |     |     |     | 29*   |      |

* Stagione in corso.

### Risultati in Formula 1
| 2025 | Scuderia | Vettura |  |  |  |    |  |  |  |  |  |  |    |  |  |  |  |  |  |  |  |  |  |  |  |  | Punti | Pos. |
| ---- | -------- | ------- |  |  |  | -- |  |  |  |  |  |  | -- |  |  |  |  |  |  |  |  |  |  |  |  |  | ----- | ---- |
| 2025 | Ferrari  | SF-25   |  |  |  | SP |  |  |  |  |  |  | SP |  |  |  |  |  |  |  |  |  |  |  |  |  |       |      |

| Legenda | 1º posto     | 2º posto | 3º posto    | A punti         | Senza punti/Non class.  | Grassetto – Pole position Corsivo – Giro più veloce Apice – Risultato Sprint (A punti) |
| Legenda | Squalificato | Ritirato | Non partito | Non qualificato | Solo prove/Terzo pilota | Grassetto – Pole position Corsivo – Giro più veloce Apice – Risultato Sprint (A punti) |